# Hildegard Björck
Thora Maria Fredrika Hildegard Björck, född den 1 maj 1847 i Bro socken i Värmland, död den 7 april 1920 i Lausanne i Schweiz, var den första kvinnan i Sverige att avlägga en akademisk examen.

## Biografi
Hildegard Björck var dotter till lantmätare Carl Emanuel Björck och dennes hustru Anna Charlotta Roman. Den senare dog då dottern var fyra år och fadern när hon var 22 år gammal (1869). Året efter faderns död öppnades möjligheten för svenska kvinnor att avlägga studentexamen och Hildegard Björck var en av de första att utnyttja denna möjlighet. Hon tog studenten vid Nya Elementarskolan i Stockholm 1872 och inskrevs följande år vid Uppsala universitet. Där avlade hon året därpå mediko-filosofisk examen samt 1879 medicine kandidatexamen. Hon lämnade därefter Uppsala och inskrevs i stället våren 1880 vid Lunds universitet i syfte att där avlägga medicine licentiatexamen. På grund av sjukdom – hörselproblem till följd av i vuxen ålder ådragen mässling – tvangs hon dock samma år att avbryta studierna och kunde därför aldrig bli legitimerad läkare.
Under de närmaste åren fick Björck dock trots allt möjlighet att informellt arbeta som biträdande läkare, dels hos sin hyresvärd i Lund, anatomiprofessorn Carl Fredrik Naumann, dels hos en morbror som var livmedikus i Stockholm. Sedan båda dessa avlidit fick Björck i stället övergå till att verka som privat sjukvårdare åt olika privatpersoner, bland annat i Frankrike och England. Med en av dessa patienter, en fröken Julia Ewerlöf, blev hon nära vän och de båda ogifta damerna bosatte sig från 1904 i Lausanne där Björck förblev till sin död 1920.
Hennes stoft fördes 1928 hem till Sverige och nedsattes i hennes brors, major Rudolf Björcks, familjegrav på Skogskyrkogården.

## Hildegard Björck som person
En samtida tidig studentska i Uppsala, Ellen Fries, har i sin dagbok förmedlat följande bild av Björck och motivet för hennes studier:
Hon var i många fall olika emot hvad jag tänkt. Jag hade tänkt mig henne såsom en för sitt yrke och sin vetenskap lefvande människa. Så är ej fallet. Läkarevetenskapen roar henne ej. Hon blott ser däri ett medel för afskaffandet af hvad hon anser som den största skam för vårt släkte, prostitutionen. Det är därför hon har blifvit läkare och det är därför hon vill arbeta. Hon ansåg vårt görande och låtande helt egoistiskt och af föga gagn för kvinnans emancipation, så länge inom samhället tolererades sådana skämda seder hos männen.
Utöver sitt starka engagemang mot prostitutionen hade Björck också ett passionerat intresse för filosofi. Ellen Key, som under en period kom under starkt inflytande från Björck, har vittnat om hur denna och hennes vän och nationskamrat Gustav Björklund ivrigt propagerade för särskilt Christopher Jacob Boströms religionsfilosofi. Vid sin död efterlämnade Björck också ett omfattande bibliotek av främst filosofisk litteratur som hon önskade skulle komma en senare generations svenska studentskor till godo. Då ingen av de kvinnliga studentföreningarna i Uppsala eller Lund hade praktisk möjlighet att hysa en boksamling hamnade denna ursprungligen på det Kvinnliga studenthemmet i Lund. Efter att detta stängts 1928 kom samlingen i sinom tid att i stället placeras på den 1937 invigda Lunds Studentskegård.

## Hildegard Björck som kvinnlig akademisk pionjär
Även om Hildegard Björck aldrig kom att helt slutföra sina läkarutbildning var hon på många punkter en av de verkliga kvinnliga pionjärerna vid de svenska universiteten. Bland milstolparna i detta avseende märks följande:
- 27 januari 1873 – blir den andra kvinnan att inskrivas vid Uppsala universitet (efter Betty Pettersson).
- 27 april 1874 – blir den första kvinnan i Sverige att avlägga någon form av akademisk examen (mediko-filosofisk).
- 14 september 1874 – blir den första kvinnan i Sverige att inskrivas vid en medicinsk fakultet.
- 21 maj 1879 – blir den första kvinnan i Sverige att avlägga medicine kandidatexamen.
- 9 april 1880 – blir den första kvinnan att inskrivas vid Lunds universitet.